# 김은숙 (1945년)
김은숙(金恩淑, 1945년 4월 11일 ~ 경상남도 고성군 출생)은 대한민국의 정치인이다. 제35~37대 부산 중구청장이다.

## 학력
- 부산대학교 약학과 학사(1964년 3월 ~ 1968년 2월)
- 동의대학교 행정대학원 행정학(석사)

## 약력
- 경복약국 대표
- 부산광역시의회 전문위원회 위원
- 부산광역시 보건복지여성국 국장
- 부산광역시 여약사회장
- 부산광역시 보건의료 심의위원회 위원
- 부산광역시 여성정책 자문위원회 위원
- 고신학원 관선이사
- 문화관광축제 조직위원회 이사
- 부산광역시 보육위원회 위원
- 부산문화예술진흥위원회 위원
- 부산시민서포터즈 부회장
- 부산광역시 여성단체협의회 회장
- 부산광역시 여성총연대 상임공동대표
- 민주정의당 부산시지부 여성부장(1981년~1990년)
- 부산시의회 문교사회 전문위원(1991년~1993년)
- 부산시청 가정복지국 부녀복지과장(1993년~1995년)
- 부산시청 가정복지국 여성정책과장(1997년)
- 부산시 가정복지국장(1997년~1998년 9월)
- 부산시 보건복지여성국장(1998년 9월)
- 제4회 지방선거 부산 중구청장 후보 출마(2006년 5월, 한나라당)
- 2007년 12월 20일 ~ 2018년 6월 30일 :제35~37대 부산 중구청장 (3선, 새누리당(부산의 민선4~6기 여성기초단체장))
- 2019년 4월 : 자유한국당 부산시당 21대 총선공약준비위원회 부위원장
- 2019년 4월 : 자유한국당 부산시당 21대 총선공약준비위원회 직능분과
- 2021년 2월 ~ 2021년 4월 : 국민의힘 4.7 재보궐선거 부산시장 박형준 예비후보 내게 힘이 되는 캠프 명예 여성복지위원장
- 2021년 10월 ~ 2021년 11월 : 국민의힘 윤석열 제20대 대통령 선거 예비후보 국민캠프 지역본부 권역별 선거대책위원회 부산광역시 선거대책위원회 공동선거대책위원장
- 2024년 2월 ~ 국민의미래 부산시당 위원장

## 역대 선거 결과
|  | 47.74% |

|  | 58.34% |

|  | 63.58% |

|  | 50.20% |